# Pénzügyi vihar Európában és az Egyesült Államokban
A Pénzügyi vihar Európában és az Egyesült Államokban Soros György 2012-ben megjelent könyve. A könyvet Nagy Márta fordította magyar nyelvre és a magyar kiadást Schmal Alexandra szerkesztette.
Az angol nyelvű kiadás 2012. február 7-én jelent meg a Public Affairs gondozásában, míg a magyar kiadás 2012. május 4-én jelent meg a Scolar Kiadó gondozásában. A könyv példánya 2012-ben a Magyar Nemzeti Bank Szakkönyvtárába került.
A kötet Soros Györgynek a 2008-ban kirobbant gazdasági világválsággal kapcsolatos cikkeit tartalmazza időrendi sorrendben, melyeket 2008 januárja és 2011 novembere között publikált többek között a Financial Timesban és a New York Review of Booksban.
Kissé csapongó, meglehetősen száraz, olykor átugrásra csábítóan tömény a „befektetési géniusz” új kötete. Ugyanakkor kérlelhetetlen egyoldalúságával szándékolatlanul, de bravúrosan felkelti az érdeklődést az amerikai és európai politikusok szempontjai iránt is. A tépelődés megszállottjainak feltétlenül ajánlható.

## Magyarul
- Pénzügyi vihar Európában és az Egyesült Államokban. Tanulmányok; ford. Nagy Márta; Scolar, Bp., 2012 ISBN 978-963-244-3508